# Brzeski pałac lodowy
Brzeski pałac lodowy (ros. Бре́стский ледо́вый дворе́ц спо́рта, biał. Брэ́сцкі лядо́вы пала́ц спо́рту)  – hala widowiskowo-sportowa, posiada boisko hokejowe o powierzchni 1800 m.kw. (60 m x 30 m). Na hali odbywają się także zawody w łyżwiarstwie figurowym i inne sporty lodowe. Możliwa jest zamiana na zwykłą halę w celu przeprowadzenia koncertów i innych wydarzeń rozrywkowych (jarmarki, targi, dyskoteki).